# Marcin Knakfus

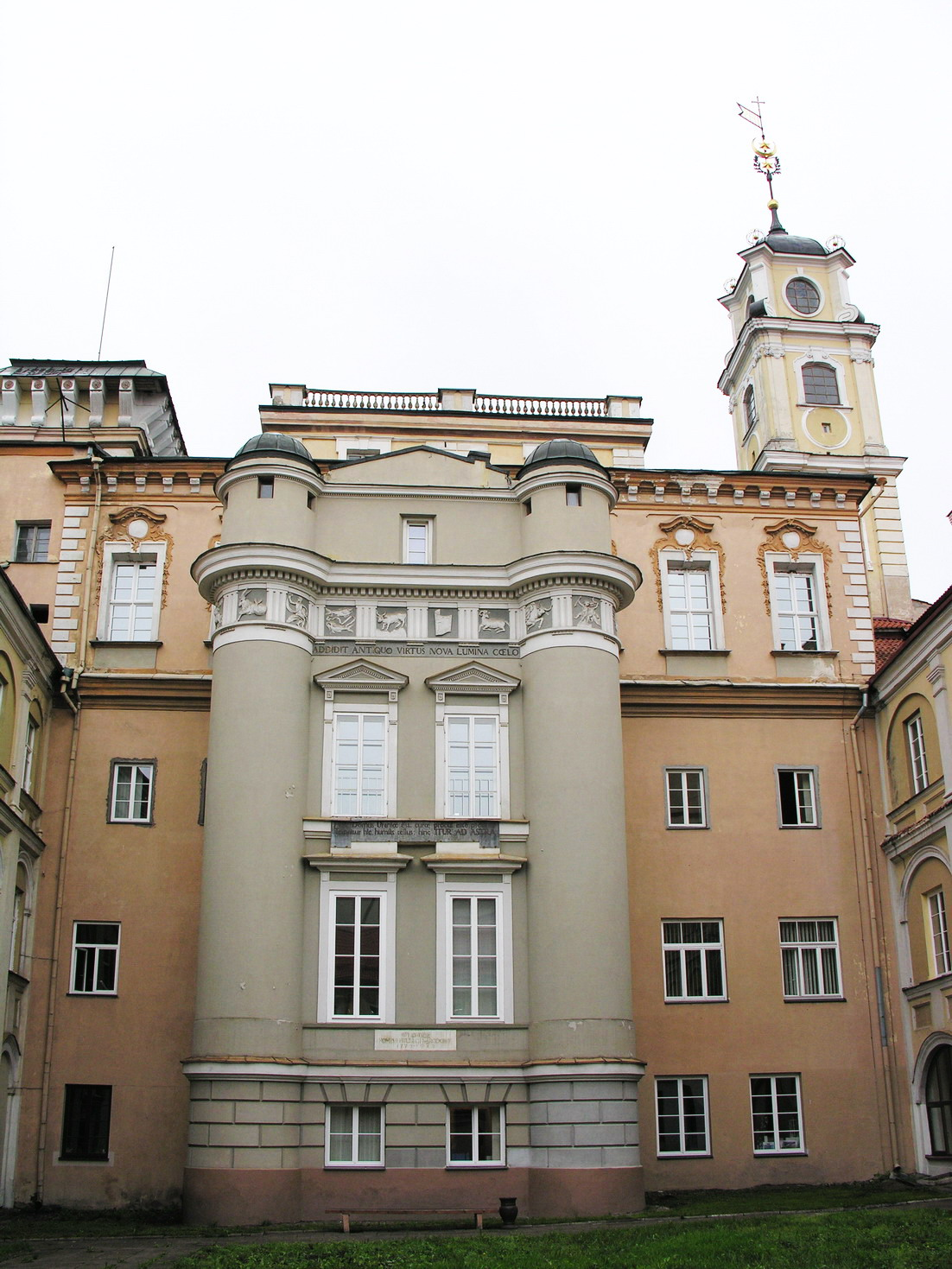
Obserwatorium astronomiczne, najstarszy budynek klasycystyczny w Wilnie

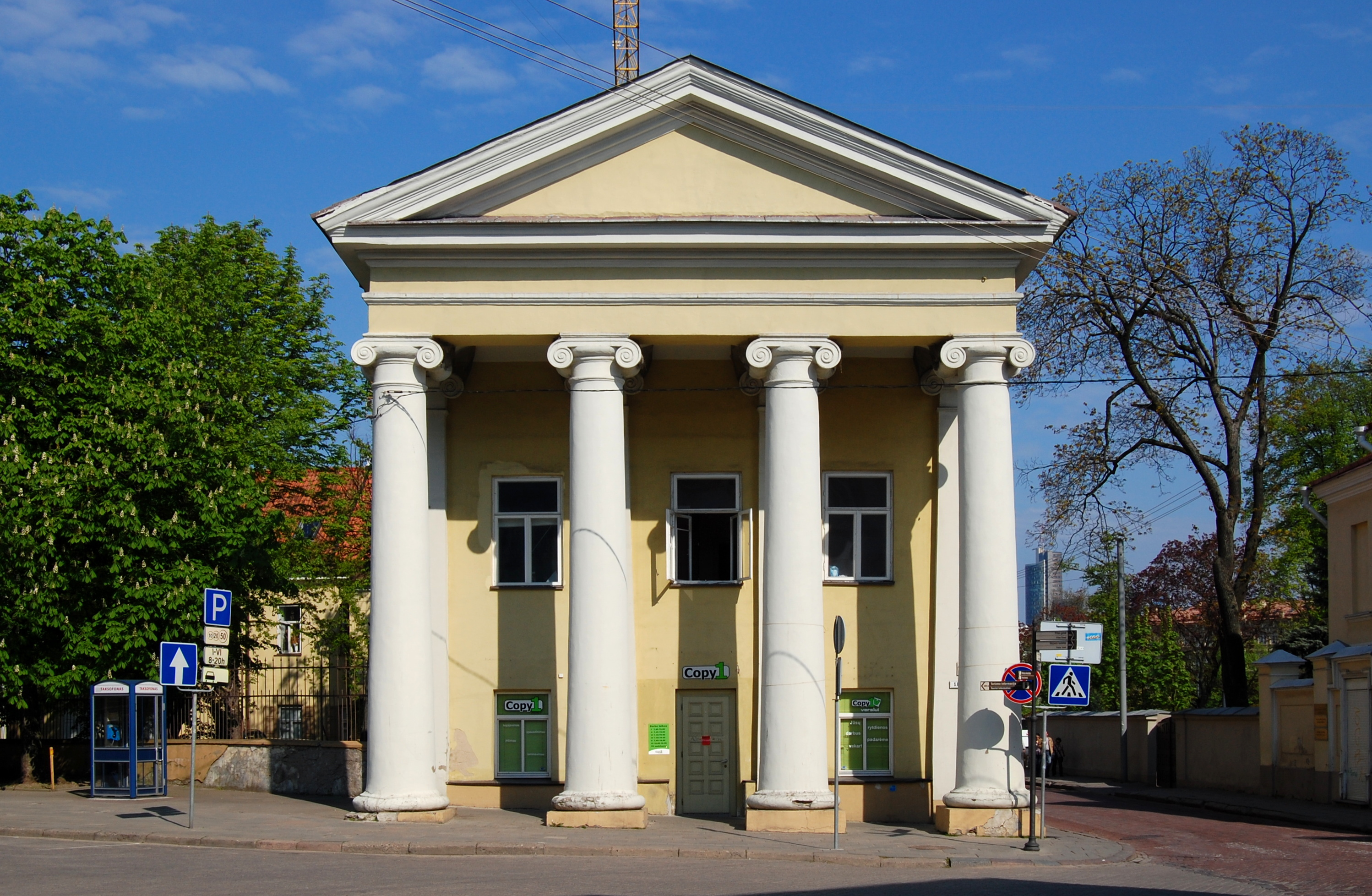
Pałac de Reussów w Wilnie

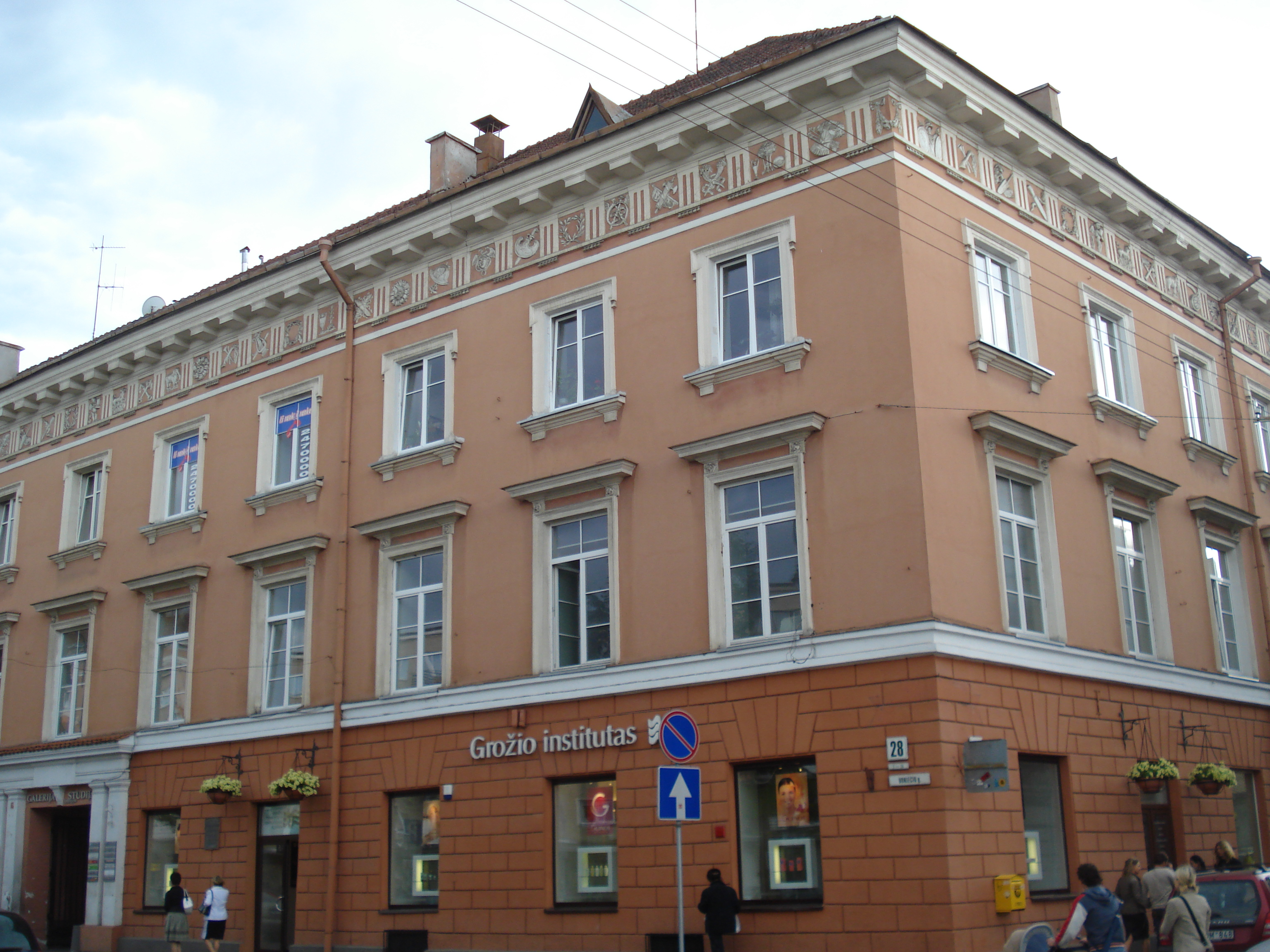
Wilno - Pałac Tyzenhauza

Marcin Knakfus (ur. ok. 1740 w Wólce Ostrożeńskiej, zm. po 24 listopada 1822 roku we wsi Szławanty w gminie Święto Jeziory) – architekt Jego Królewskiej Mości i kapitan polnej buławy Wielkiego Księstwa Litewskiego. Działał w Warszawie i na Litwie. Prekursor klasycyzmu w Polsce. 

## Życiorys
Działalność zawodową rozpoczął w Warszawie, gdzie spotkał wybitnych architektów późnego baroku, jak Efraim Szreger i Szymon Bogumił Zug oraz wczesnego klasycyzmu, jak Dominik Merlini i Jan Chrystian Kamsetzer. 
Po zaproszeniu przez biskupa Massalskiego, zamieszkał w Wilnie około roku 1768. Służył w randze kapitana w Armii Wielkiego Księstwa Litewskiego oraz wykładał w wojskowej uczelni inżynieryjnej.
Był pierwszym profesorem architektury cywilnej i praktycznej w latach 1773-1777 na Uniwersytecie Wileńskim (prowadzonym jeszcze przez jezuitów), gdzie jego uczniem był Wawrzyniec Gucewicz. Był radnym miasta Wilna. Zajmował się regulacjami ulic Wilna i placów na Pohulance, a także wykonał pomiary Starego Zamku i koszar Ogińskiego (1787).
Uczestniczył w insurekcji kościuszkowskiej (1794). Doznał z tego powodu prześladowań ze strony władz rosyjskich, co skłoniło go do zamieszkania na Suwalszczyźnie i wycofania się z życia publicznego.
W 1781 był czynnym członkiem trzech niższych lóż wolnomularskich w Wilnie.

## Dzieła
- Współpraca z Wawrzyńcem Gucewiczem przy projekcie pałacu w Werkach (1769–1781)
- Pałac de Reussów (Szuazelów, właśc. Choiseul) w Wilnie (1775)
- Kościół w Traszkunach (1774–1787)
- Kościół św. Bartłomieja na wileńskim Zarzeczu (1778)
- Rozbudowa obserwatorium astronomicznego Uniwersytetu Wileńskiego (1782-1788)
- kościół św. Jakuba w Kurtowianach (1783-1792)
- Kościół w Lachowiczach (nie istnieje)
- Ogród botaniczny w Wilnie (1784)
- Ołtarz w kościele Wszystkich Świętych w Wilnie (1787),
- Nadzór nad budową Zielonego Mostu nad rzeką Wilią (1789)
- Kościół w Trokach (1789–1790)
- Kościół w Szawlach
- Kościół w Poniewieżu
- Pałac Tyzenhauzów (ok. 1790)
- Archiwum Trybunału Litewskiego (1790)
- Szkoła parafialna w Traszkunach (1796)
- Pałac Wittinghoffów
- Pałac Abramowiczowej
- Pałac Brzostowskich (Abramowiczów) w Wilnie
- Pałac Łopacińskich (Sulistrowskich) w Wilnie
- Pałac Zabiełłów w Pojeziorach
- Współpraca przy przebudowie ratusza i katedry w Wilnie